# Communauté de communes du Pays du Haut-Quercy Dordogne
La communauté de communes du Pays du Haut-Quercy Dordogne était une communauté de communes française, située dans le département du Lot et la région Midi-Pyrénées.
Elle a été regroupée à partir du 1er janvier 2015 dans la nouvelle communauté de communes Causses et vallée de la Dordogne (CAUVALDOR).

## Composition
Cet EPCI regroupait 8 communes :
| Nom                       | Code Insee | Gentilé          | Superficie (km2) | Population (dernière pop. légale) | Densité (hab./km2) |
| ------------------------- | ---------- | ---------------- | ---------------- | --------------------------------- | ------------------ |
| Vayrac (siège)            | 46330      | Vayracois        | 16,33            | 1 351 (2014)                      | 83                 |
| Bétaille                  | 46028      | Bétaillais       | 13,99            | 989 (2014)                        | 71                 |
| Carennac                  | 46058      | Carennacois      | 19,00            | 407 (2014)                        | 21                 |
| Cavagnac                  | 46065      | Cavagnacois      | 10,34            | 464 (2014)                        | 45                 |
| Condat                    | 46074      | Condatais        | 6,12             | 390 (2014)                        | 64                 |
| Les Quatre-Routes-du-Lot  | 46232      | Quatre-Routois   | 2,80             | 627 (2014)                        | 224                |
| Saint-Michel-de-Bannières | 46283      | Saint-Micheliers | 7,74             | 343 (2014)                        | 44                 |
| Strenquels                | 46312      | Strenquelois     | 9,01             | 246 (2014)                        | 27                 |

## Administration

### Conseil communautaire
Le conseil communautaire était composé de 35 délégués issus de chacune des communes membres.

### Présidence
La communauté de communes était présidée par Pierre Prangère.
| Période                                  | Période  | Identité        | Étiquette | Qualité |
| ---------------------------------------- | -------- | --------------- | --------- | ------- |
| …                                        | En cours | Pierre Prangère |           |         |
| Les données manquantes sont à compléter. |          |                 |           |         |